# はやふみ
はやふみは、日本のマジシャン。クラシックマジックを基盤にしつつも、自ら新しいマジックを創作するなど、演技と創作の両面で高く評価されている。テーブルマジックからサロンマジックまで幅広いスタイルを得意とし、国内外で活動している。

## 経歴
東京理科大学奇術同好会出身。高校時代にテレビで見たカードマジックに魅了され、マジックを始める。以降、本格的に技術を磨き、レストランやバーでの近距離のテーブルマジックから、50名以上の観客を前にしたサロンマジックまで幅広くパフォーマンスを行っている。
2007年にプロのマジシャンとしてデビューした。
世界最大級のマジック団体であるIBM（The International Brotherhood of Magicians）の会員であり、国内外のマジックコンテストにおいて複数の受賞歴を持つ。
また、新しいマジックを創作するクリエイターとしても活動しており、オリジナルのマジックの開発にも注力している。2019年には、完全招待制のマジックコンベンション「FFFF (Fechter's Finger Flicking Frolic)」にて、Doctor of Magic Diploma（マジック博士号）を授与された。
2022年からは、舞台『ハリー・ポッターと呪いの子』において、イリュージョン＆マジックアソシエイトとして魔法指導を担当している。

## スタイルと特徴
クラシカルなテクニックに基づきながらも、独創的な演出と静かな雰囲気を重視したスタイルで知られている。観客との一体感を大切にし、目の前で起こる不思議を重視する構成が特徴的である。

## 主な活動
- テーブルマジックおよびサロンマジックのパフォーマンス
- マジックの創作・開発
- 国内外のマジックコンテストへの出場・受賞
- オンラインでのマジック映像配信
- 「すぐできる！マジック教室」庄司タカヒト氏とのW講師

## 舞台作品への関与
- 2025年：舞台『鬼滅の刃 其ノ伍 襲撃 刀鍛冶の里』 マジック監修アシスタント[要出典]
- 2025年：M&Oplaysプロデュース『鎌塚氏、震えあがる』イリュージョン監修[要出典]
- 2022年〜：舞台『ハリー・ポッターと呪いの子』 イリュージョン＆マジック補[3]

## 受賞歴
- 2008年：JCMAジャパンカップ、マジックサークルフェローシップ賞（高橋隼史名義）[4]
- 2011年：IBM 東京RING コンテスト２位[2]
- 2012年：UGMマジックコンベンション クロースアップマジックコンテスト 第3位[2]
- 2013年：FFFF (Fechter's Finger Flicking Frolic)にて Master of Magic Diploma授与[2]
- 2014年：UGM クロースアップマジックコンテストTMA 特別賞[2]
- 2015年：TMAマジックコンベンション（台湾マジック協会） クロースアップマジックコンテスト TMA特別賞受賞[2]
- 2019年：FFFF (Fechter's Finger Flicking Frolic)にて Doctor of Magic Diploma（マジック博士号）授与[2]

## 出版・メディア
- テレビ朝日系列バラエティ番組『賢コツ!!』にてマジック指導を担当[2]。
- 書籍『頭がよくなる算数マジック＆パズル』監修[2]。